# Кустарниковые тимелии
Кустарниковые тимелии (лат. Malacopteron) — род воробьиных птиц из семейства земляных тимелий (Pellorneidae).

## Классификация
Международный союз орнитологов относит к роду 6 видов:
- Malacopteron affine (Blyth, 1842) — Черношапочная кустарниковая тимелия
- Malacopteron albogulare (Blyth, 1844) — Серогрудая кустарниковая тимелия
- Malacopteron cinereum Eyton, 1839 — Краснолобая кустарниковая тимелия
- Malacopteron magnirostre (F. Moore, 1854) — Усатая кустарниковая тимелия
- Malacopteron magnum Eyton, 1839 — Рыжеголовая кустарниковая тимелия
- Malacopteron palawanense Büttikofer, 1895 — Красноголовая кустарниковая тимелия